# Ozola pica
Ozola pica är en fjärilsart som beskrevs av Alfred Ernest Wileman och South 1921. Ozola pica ingår i släktet Ozola och familjen mätare. Inga underarter finns listade i Catalogue of Life.